# Sameref (ägyptische Mythologie)
Sameref ist der altägyptische Name eines Totengottes, der seit der 3. Dynastie in Verbindung mit dem König fassbar wird. Mit dem etwas später aufkommenden Osiris-Kult bezieht sich die Rolle der Gottheit Sameref auf Horus, Sohn des Osiris. Die mythologischen Wurzeln reichen wahrscheinlich bis in die prädynastische Zeit zurück.

## Hintergrund

### Mythologische Verbindungen
Mit dem Übergang von der zweiten zur dritten Dynastie gilt Sameref als Verkörperung des verstorbenen Königs (Pharao), der als Sohn des Horus seinen Vater Horus liebt. Im Mittleren Reich ist Sameref die Gottheit, die alle Herzen der Verstorbenen zählt. Mit Beginn des Neuen Reiches tritt Sameref in seiner Funktion als Horus vor die Neunheit von Heliopolis, um die Verstorbenen zum großen Götterrat (Djadjat) zu leiten.  
Während der Spätzeit ist Sameref die Gleichsetzung des Horus-Sohnes Qebechsenuef. In der griechisch-römischen Zeit wird Sameref unter anderem mit Imhotep, Anubis und Horus identifiziert, die als Söhne ihren Vater lieben. In diesem Zusammenhang wurde die Gottheit Sameref als Sohn des Re verstanden.

### Darstellung
Im Neuen Reich ist Sameref als menschengestaltige Gottheit mit Jugendlocke und Pantherfellumhang als jugendlicher Horus dargestellt. Die rechte Hintertatze des Pantherfells hält er mit seiner linken Hand. 
Sameref war seit dem Neuen Reich oft als Partnergottheit des Iunmutef abgebildet. Aus dieser Verbindung entstand im weiteren Verlauf des Neuen Reiches die neue Gottheit Horus Iunmutef.